# Кастроман, Лукас
Лу́кас Марти́н Кастрома́н (исп. Lucas Martín Castromán; 2 октября 1980, Лухан, Аргентина) — аргентинский футболист, полузащитник сборной Аргентины.

## Карьера

### Клубная
Кастроман начал свою профессиональную карьеру в клубе «Велес Сарсфилд», которым руководил Марсело Бьелса. Первый матч Лукас провёл 17 февраля 1998 года.
Успешное выступление полузащитника в чемпионате Аргентины привлекло внимание итальянского «Лацио», подписавшего пятилетний контракт с Лукасом. 10 февраля 2001 года Лукас дебютировал в Серии А во встрече с «Аталантой». Тремя днями спустя полузащитник провёл свой первый матч в Лиге чемпионов, выйдя в стартовом составе в игре с мадридским «Реалом». 29 апреля 2001 года Кастроман отметился первым забитым мячом, который пришёлся на принципиальнейшее дерби с «Ромой». Лукас уже на пятой минуте, добавленной к основному времени матча, сравнял счёт.
Всего в сезоне 2000/01 аргентинец провёл 13 игр и отметился 2 забитыми мячами. Следующий год сложился для полузащитника неудачно, только 12 встреч и 1 забитый мяч.
Летом 2003 года Лукас был отдан в аренду на один год в «Удинезе». За клуб из Удине полузащитник провёл 19 матчей в Серии А и забил 1 мяч.
Летом 2004 года Кастроман возвратился в «Велес Сарсфилд» и помог своей команде одержать победу в Клаусуре 2005. Во время первенства главный тренер «Велеса», Мигель Анхель Руссо, использовал Кастромана в качестве нападающего, и это принесло свои плоды. В 28 играх, Лукас забил 10 мячей и стал лучшим бомбардиром команды в сезоне.
В 2007 году из-за разногласий с новым главным тренером, Рикардо Лавольпе Лукас решил покинуть «Велес Сарсфилд» и подписал контракт на три года с мексиканской «Америкой». Травмы, плохая физическая форма и низкая дисциплина привели к тому, что уже 17 декабря 2007 года, спустя всего полгода после перехода, игрок был выставлен на трансфер.
В начале января 2008 года Лукас, отказавшись перед этим переходить в английский «Бирмингем», присоединился на правах аренды к «Бока Хуниорс». Аргентинский клуб заплатил «Америке» $1,050,000. 10 августа 2008 года провёл единственную встречу за «Боку» в Апертуре 2008, ставшей победной для клуба из Буэнос-Айреса.
6 февраля 2009 года Лукас подписал однолетний контракт с «Расингом». Первый матч в новом клубе полузащитник провёл 13 февраля против «Уракана», а 3 мая впервые забил за «Расинг».
В конце 2010 года руководство «Расинга» решило не продлевать контракт с Кастроманом, и футболист завершил игровую карьеру, проведя за клуб из Авельянеды 43 игры и забив 2 гола.

### В сборной
Лукас в составе молодёжной сборной Аргентины стал чемпионом Южной Америки 1999 года. На турнире полузащитник принял участие в 5 встречах.
20 декабря 2000 года Кастроман дебютировал в главной национальной команде в товарищеском матче со сборной Мексики.
10 ноября 2001 Лукас принял участие в прощальном матче Диего Марадоны и отметился забитым голом.
В 2003 году Кастроман провёл три товарищеских встречи за аргентинцев: против Ливии, Японии и Южной Кореи. В 2005 году Лукас сыграл ещё один матч в футболке сборной, выйдя в стартовом составе против сборной Мексики. После этой встречи Кастроман больше не вызывался под знамёна национальной сборной.

## Достижения
Велес Сарсфилд
- Чемпион Аргентины (2): Клаусура 1998, Клаусура 2005

 Бока Хуниорс
- Чемпион Аргентины (1): Апертура 2008

 Аргентина (до 20)
- Чемпион Южной Америки (1): 1999